# نورمان فريدمان
نورمان فريدمان (بالإنجليزية: Norman Friedman)‏ هو مؤرخ أمريكي، ولد في 1946.

## وصلات خارجية
- نورمان فريدمان على موقع IMDb (الإنجليزية)